# Paolo Altieri, VIII principe di Oriolo
Paolo Altieri, VIII principe di Oriolo (Roma, 17 novembre 1849 – Roma, 4 gennaio 1901), è stato un principe italiano.

## Biografia

### Infanzia

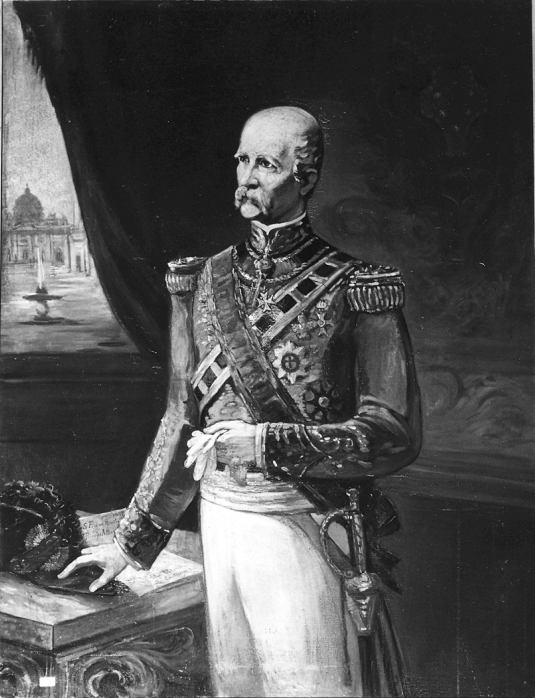
Emilio Altieri, VII principe di Oriolo in un ritratto d'epoca

Paolo nacque a Roma il 17 novembre 1849, figlio di Emilio Altieri, VII principe di Oriolo, e di sua moglie Beatrice Archinto. Per parte di suo padre egli era imparentato per adozione con il papa Clemente X, con il cardinale Paluzzo Paluzzi Altieri degli Albertoni nonché con il re Augusto III di Polonia.

### Matrimonio

Stemma dei Duchi di Urach

Paolo sposò a Roma la principessa Matilde Augusta di Urach, figlia del duca Guglielmo di Urach, e di sua moglie, la principessa Teodolinda di Leuchtenberg, figlia di Eugenio di Beauharnais (già viceré d'Italia e sovrano del granducato di Francoforte), figlio a sua volta del visconte Alexandre de Beauharnais e figlio adottivo di Napoleone Bonaparte.

### Ascesa

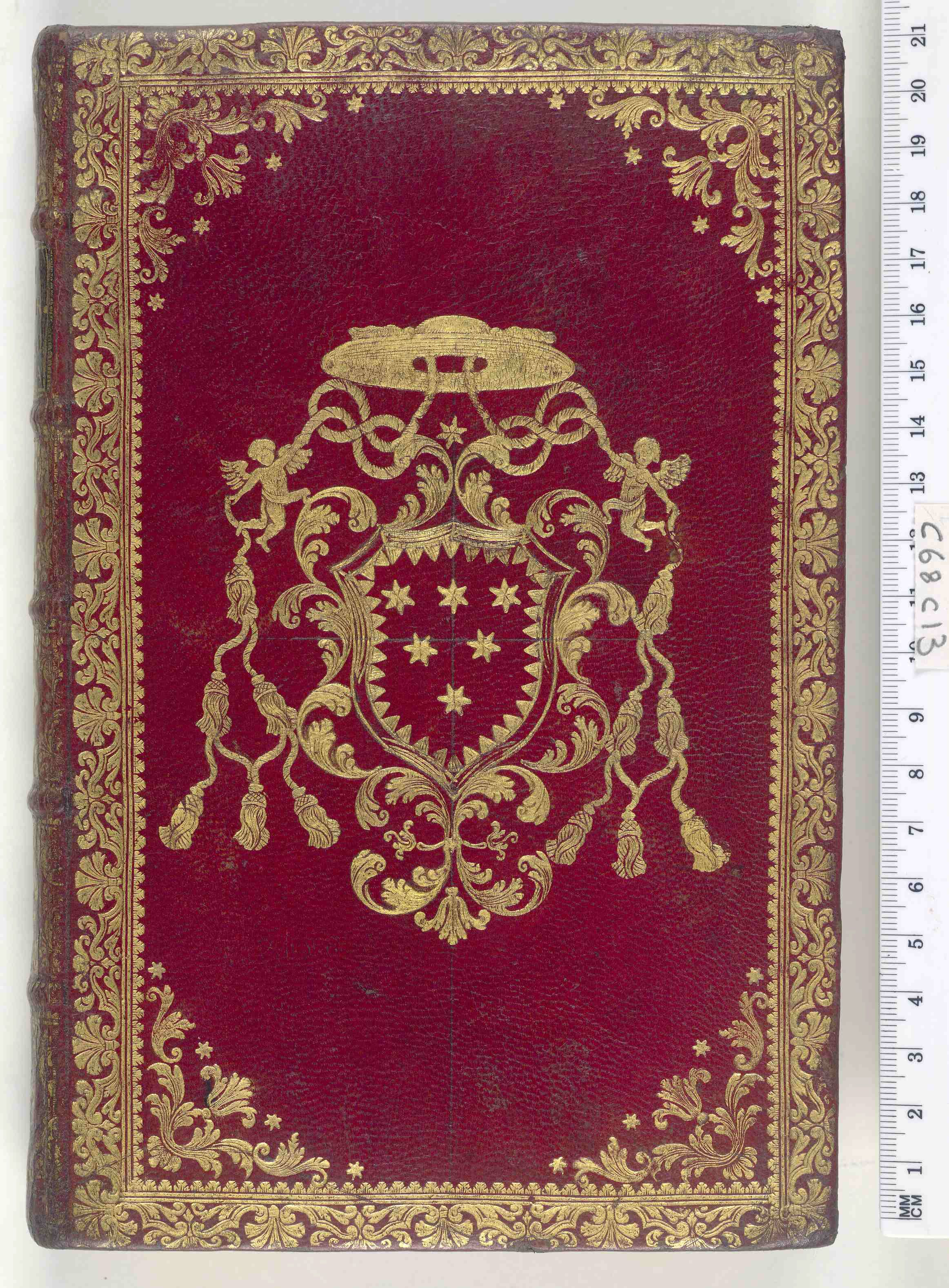
Copertina di libro in pelle con lo stemma degli Altieri

Alla morte di suo padre nel 1900 gli succedette ai titoli e al feudo di Oriolo, nel viterbese, scomparendo però appena un anno dopo.

### Morte

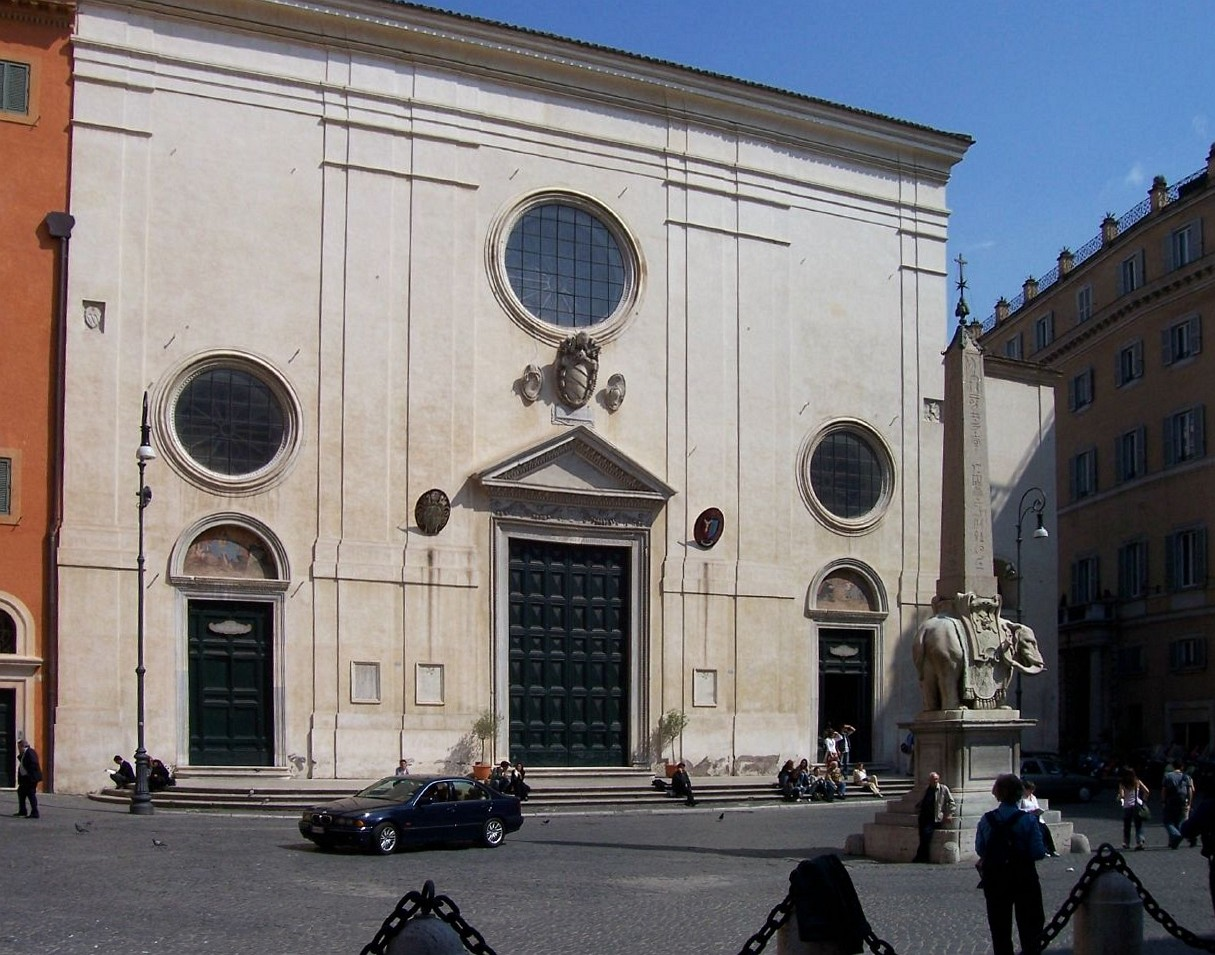
La facciata della Basilica di Santa Maria sopra Minerva e l'obelisco.

Morì a Roma il 4 gennaio 1901 e venne sepolto nel sepolcro di famiglia nella chiesa di Santa Maria sopra Minerva.

## Discendenza
Paolo e la principessa Matilde Augusta di Urach ebbero:
- Teodolinda (1876 - 1947) sposò Francesco Napoli-Rampolla, principe Bonfornello, ebbero due figli;
- Clemente Ignazio (1877 - 1886);
- Ludovico (1878 - 1955 ), IX principe di Oriolo, sposò Emily Belestra, figlia del senatore Giacomo Belestra, non ebbero figli;
- Maria Augusta (1880 - 1979) sposò il marchese Roberto Pallavicino, ebbero un figlio;
- Guglielmo Carlo (1884 - 1894);
- Marcantonio (5 ottobre 1886 - 10 dicembre 1886);
- Camilla (1889 - 1917) sposò il conte Pasolino Pasolini dall'Onda, non ebbero figli;
- Marcantonio (1891 - 1919) sposò Frida Galotti, non ebbero figli.

## Ascendenza
|                                          |                                      |                                                        | Genitori                                                  |  |  | Nonni |  |  | Bisnonni                              |  |  | Trisnonni                                   |  |
|                                          |                                      |                                                        |                                                           |  |  |       |  |  | Paluzzo Altieri, V principe di Oriolo |  |  | Emilio Carlo Altieri, IV principe di Oriolo |  |
|                                          |                                      |                                                        |                                                           |  |  |       |  |  | Paluzzo Altieri, V principe di Oriolo |  |  | Emilio Carlo Altieri, IV principe di Oriolo |  |
|                                          |                                      | Livia Borghese                                         |                                                           |  |  |       |  |  | Paluzzo Altieri, V principe di Oriolo |  |  |                                             |  |
| Clemente Altieri, VI principe di Oriolo  |                                      |                                                        |                                                           |  |  |       |  |  | Paluzzo Altieri, V principe di Oriolo |  |  |                                             |  |
|                                          |                                      | Maria Anna di Sassonia                                 | Francesco Saverio di Sassonia                             |  |  |       |  |  |                                       |  |  |                                             |  |
|                                          |                                      | Maria Anna di Sassonia                                 | Francesco Saverio di Sassonia                             |  |  |       |  |  |                                       |  |  |                                             |  |
|                                          |                                      | Maria Anna di Sassonia                                 | Chiara Spinucci                                           |  |  |       |  |  |                                       |  |  |                                             |  |
| Emilio Altieri, VII principe di Oriolo   |                                      | Maria Anna di Sassonia                                 |                                                           |  |  |       |  |  |                                       |  |  |                                             |  |
|                                          |                                      | Luigi I Boncompagni Ludovisi                           | Antonio II Boncompagni Ludovisi, V principe di Piombino   |  |  |       |  |  |                                       |  |  |                                             |  |
|                                          |                                      | Luigi I Boncompagni Ludovisi                           | Antonio II Boncompagni Ludovisi, V principe di Piombino   |  |  |       |  |  |                                       |  |  |                                             |  |
|                                          |                                      | Luigi I Boncompagni Ludovisi                           | Vittoria Sforza Cesarini                                  |  |  |       |  |  |                                       |  |  |                                             |  |
| Vittoria Boncompagni Ludovisi            |                                      | Luigi I Boncompagni Ludovisi                           |                                                           |  |  |       |  |  |                                       |  |  |                                             |  |
|                                          |                                      | Maddalena Odescalchi                                   | Baldassarre Odescalchi, III principe Odescalchi           |  |  |       |  |  |                                       |  |  |                                             |  |
|                                          |                                      | Maddalena Odescalchi                                   | Baldassarre Odescalchi, III principe Odescalchi           |  |  |       |  |  |                                       |  |  |                                             |  |
|                                          |                                      | Maddalena Odescalchi                                   | Caterina Valeria Giustiniani                              |  |  |       |  |  |                                       |  |  |                                             |  |
| Paolo Altieri, VIII principe di Oriolo   |                                      | Maddalena Odescalchi                                   |                                                           |  |  |       |  |  |                                       |  |  |                                             |  |
|                                          | Luigi Archinto, V marchese di Parona | Giuseppe Archinto, consignore di Albizzate             |                                                           |  |  |       |  |  |                                       |  |  |                                             |  |
|                                          | Luigi Archinto, V marchese di Parona | Giuseppe Archinto, consignore di Albizzate             |                                                           |  |  |       |  |  |                                       |  |  |                                             |  |
|                                          | Luigi Archinto, V marchese di Parona | Joan Barret                                            |                                                           |  |  |       |  |  |                                       |  |  |                                             |  |
| Giuseppe Archinto, VI marchese di Parona | Luigi Archinto, V marchese di Parona |                                                        |                                                           |  |  |       |  |  |                                       |  |  |                                             |  |
|                                          |                                      | Marianna Manfredi                                      | Luigi Manfredi                                            |  |  |       |  |  |                                       |  |  |                                             |  |
|                                          |                                      | Marianna Manfredi                                      | Luigi Manfredi                                            |  |  |       |  |  |                                       |  |  |                                             |  |
|                                          |                                      | Marianna Manfredi                                      | Barbara Raimondi                                          |  |  |       |  |  |                                       |  |  |                                             |  |
| Beatrice Archinto                        |                                      | Marianna Manfredi                                      |                                                           |  |  |       |  |  |                                       |  |  |                                             |  |
|                                          |                                      | Gian Giacomo Trivulzio, VI marchese di Sesto Ulteriano | Giorgio Teodoro Trivulzio, IV marchese di Sesto Ulteriano |  |  |       |  |  |                                       |  |  |                                             |  |
|                                          |                                      | Gian Giacomo Trivulzio, VI marchese di Sesto Ulteriano | Giorgio Teodoro Trivulzio, IV marchese di Sesto Ulteriano |  |  |       |  |  |                                       |  |  |                                             |  |
|                                          |                                      | Gian Giacomo Trivulzio, VI marchese di Sesto Ulteriano | Maria Cristina Cicogna Mozzoni                            |  |  |       |  |  |                                       |  |  |                                             |  |
| Maria Cristina Trivulzio                 |                                      | Gian Giacomo Trivulzio, VI marchese di Sesto Ulteriano |                                                           |  |  |       |  |  |                                       |  |  |                                             |  |
|                                          |                                      | Beatrice Serbelloni                                    | Alessandro Serbelloni, V duca di San Gabrio               |  |  |       |  |  |                                       |  |  |                                             |  |
|                                          |                                      | Beatrice Serbelloni                                    | Alessandro Serbelloni, V duca di San Gabrio               |  |  |       |  |  |                                       |  |  |                                             |  |
|                                          |                                      | Beatrice Serbelloni                                    | Rosina von Sinzendorf                                     |  |  |       |  |  |                                       |  |  |                                             |  |
|                                          |                                      | Beatrice Serbelloni                                    |                                                           |  |  |       |  |  |                                       |  |  |                                             |  |